# 黄山八面厅
29°20′29″N 119°54′21″E / 29.34139°N 119.90583°E
黄山八面厅位于中国浙江省义乌市上溪镇黄山村，2001年被列为第五批全国重点文物保护单位。
八面厅于清乾隆、嘉庆时期由当地富商陈子寀建造。整个建筑平面呈长方形，坐西南朝东北，长约70米，宽约40米。其内部有大量的砖雕、石雕及木雕，尤以木雕最为精美绝伦。